# Plandry
Plandry (německy Preitenhof) jsou obec v okrese Jihlava v Kraji Vysočina. Žije zde 191 obyvatel.

## Název
Název se vyvíjel od varianty Brandlhof (1787), Preitenhof a Plantry (1843). Místní jméno vzniklo z původního německého názvu Brandly a znamenalo osada Brandlových.

## Historie
První písemná zmínka o obci pochází z roku 1654.

## Přírodní poměry
Nachází se 2,5 kilometru jihozápadně od Hybrálce, pět kilometrů západně od Jihlavy, dva kilometry východně od Vyskytné nad Jihlavou, 3,5 kilometru jihovýchodně od Bílého Kamene a 8,5 kilometru od Větrného Jeníkova. Geomorfologicky je obec součástí Křemešnické vrchoviny a jejího podcelku Humpolecká vrchovina, v jejíž rámci spadá pod geomorfologický okrsek Vyskytenská pahorkatina. Průměrná nadmořská výška činí 522 metrů. Obcí protéká bezejmenný potok, který se jižně od obce vlévá do řeky Jihlavy, která tvoří jižní hranici katastru. Západní hranici tvoří Bělokamenský potok. V blízkosti silnice v bývalé zámecké zahradě roste památná 28metrová lípa malolistá, jejíž stáří bylo roku 1994 odhadováno na 200 let. Po obou stranách přístupové cesty ke kapli svatého Jana Nepomuckého stojí lipová alej, kterou tvoří 27 lip malolistých a velkolistých.

## Obyvatelstvo
Podle sčítání 1921 zde žilo v 29 domech 185 obyvatel, z nichž bylo 109 žen. 165 obyvatel se hlásilo k československé národnosti, 20 k německé. Žilo zde 183 římských katolíků.
| Rok            | 1869 | 1880 | 1890 | 1900 | 1910 | 1921 | 1930 | 1950 | 1961 | 1970 | 1980 | 1991 | 2001 | 2011 | 2021 |
| -------------- | ---- | ---- | ---- | ---- | ---- | ---- | ---- | ---- | ---- | ---- | ---- | ---- | ---- | ---- | ---- |
| Počet obyvatel | 223  | 212  | 206  | 214  | 201  | 185  | 183  | 113  | 157  | 137  | 140  | 131  | 160  | 179  | 187  |
| Počet domů     | 28   | 28   | 28   | 29   | 29   | 29   | 28   | 32   | 27   | 26   | 29   | 44   | 46   | 60   | 64   |

## Obecní správa a politika
V letech 1850–1920 byly osadou Vyskytné nad Jihlavou.

### Zastupitelstvo a starosta
Obec má sedmičlenné zastupitelstvo, v jehož čele stojí starosta Mgr. Michal Laška
| Období    | Voliči | Účast v % | Mandáty | Výsledky                                                   | Starosta       |
| --------- | ------ | --------- | ------- | ---------------------------------------------------------- | -------------- |
| 2002–2006 | 121    | 63,64     | 7       | 5 Pro obec Plandry 2 ČSSD                                  | Miroslav Lukáš |
| 2006–2010 | 131    | 74,05     | 7       | 3 Pro obec Plandry 3 ČSSD 1 Pro obec krásnější             | Miroslav Lukáš |
| 2010–2014 | 145    | 66,90     | 7       | 4 ČSSD 3 Pro obec Plandry                                  | Miroslav Lukáš |
| 2014–2018 | 159    | 84,91     | 7       | 4 Pro obec Plandry 2 Pro obyvatele obce 1 Za čisté Plandry | Miroslav Lukáš |

### Obecní symboly
Znak a vlajka byly obci uděleny rozhodnutím předsedy Poslanecké sněmovny Parlamentu České republiky dne 25. března 2005.
Znak: V modro-červeně polceném štítě pod stříbrnou hlavou se třemi vztyčenými zelenými lipovými listy vykračující stříbrný čáp se zlatou zbrojí, provázený vpravo dvěma hvězdami pod sebou, vlevo gotickým dvojklíčem, vše zlaté.
Vlajka: List tvoří tři svislé pruhy, bílý, modrý a červený, v poměru 2:3:3. V bílém pruhu tři vztyčené zelené lipové listy pod sebou, v modrém a červeném pruhu vykračující bílý čáp se žlutou zbrojí. Poměr šířky k délce listu je 2:3.

## Hospodářství a doprava
V obci sídlí firmy STAALBOEK s.r.o., SaJ a.s., AGRONEP, s.r.o., TEXTILMUSTER s.r.o., Stavitelství MB, s.r.o., JIVY Group s.r.o., LSF s.r.o., FARMA Vysočina s.r.o., ASTRA JIHLAVA s.r.o. a CLEEM, s.r.o. Obcí prochází silnice III. třídy č. 13112 z Vyskytné nad Jihlavou ke komunikaci II. třídy č. 523. Dopravní obslužnost zajišťuje dopravce ICOM transport. Autobusy jezdí ve směrech Jihlava, Hojkov, Nový Rychnov a Dudín. Obcí prochází žlutě značená turistická trasa.

## Školství, kultura a sport
Do roku 1976 v obci fungovala škola, od té doby místní děti dojíždějí do škol v Jihlavě či Vyskytné nad Jihlavou. Knihovna byla vyhlášeno v roce 2008 Knihovnou Vysočiny. V obci stojí kulturní dům s kapacitou 200 osob a dvě sportovní hřiště. Plandry pořádají Planderský přespolní běh, který je zařazen do seriálu Běžec Vysočiny. Každoročně se konají nohejbalový turnaj Planderská Šajtle a hasičský závod o putovní pohár „Karla Wiedersperga“, který pořádá Sbor dobrovolných hasičů Plandry.

## Pamětihodnosti
- Kaple svatého Jana Nepomuckého nad obcí
- Bývalý zámek Plandry s hospodářským dvorem, dvěma rybníky a parkem (vlastní zámek byl v roce 1998 zbourán)
- Socha svatého Jana Nepomuckého u zámku

## Galerie

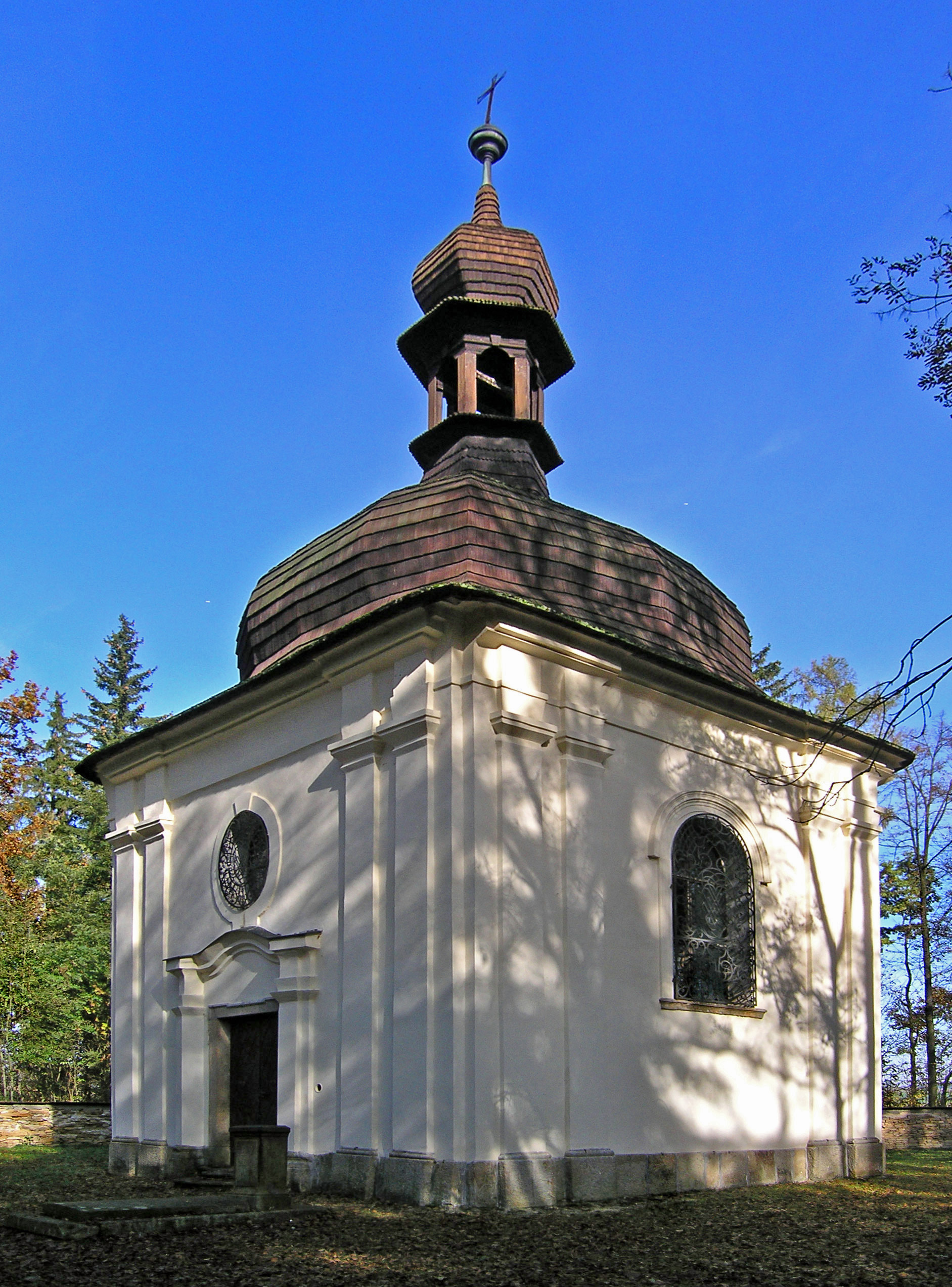
Kaple svatého Jana Nepomuckého nad obcí
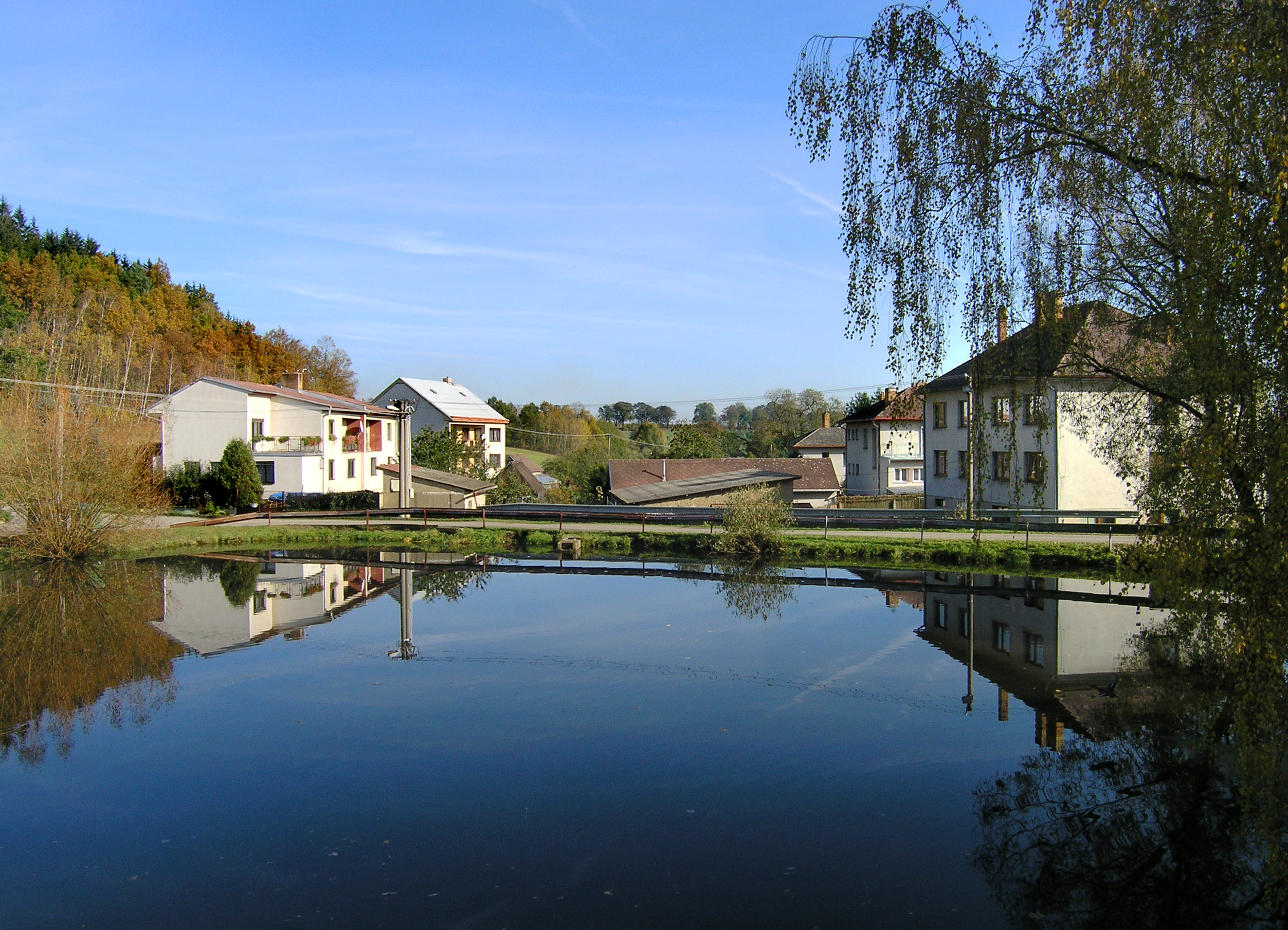
Rybník na návsi
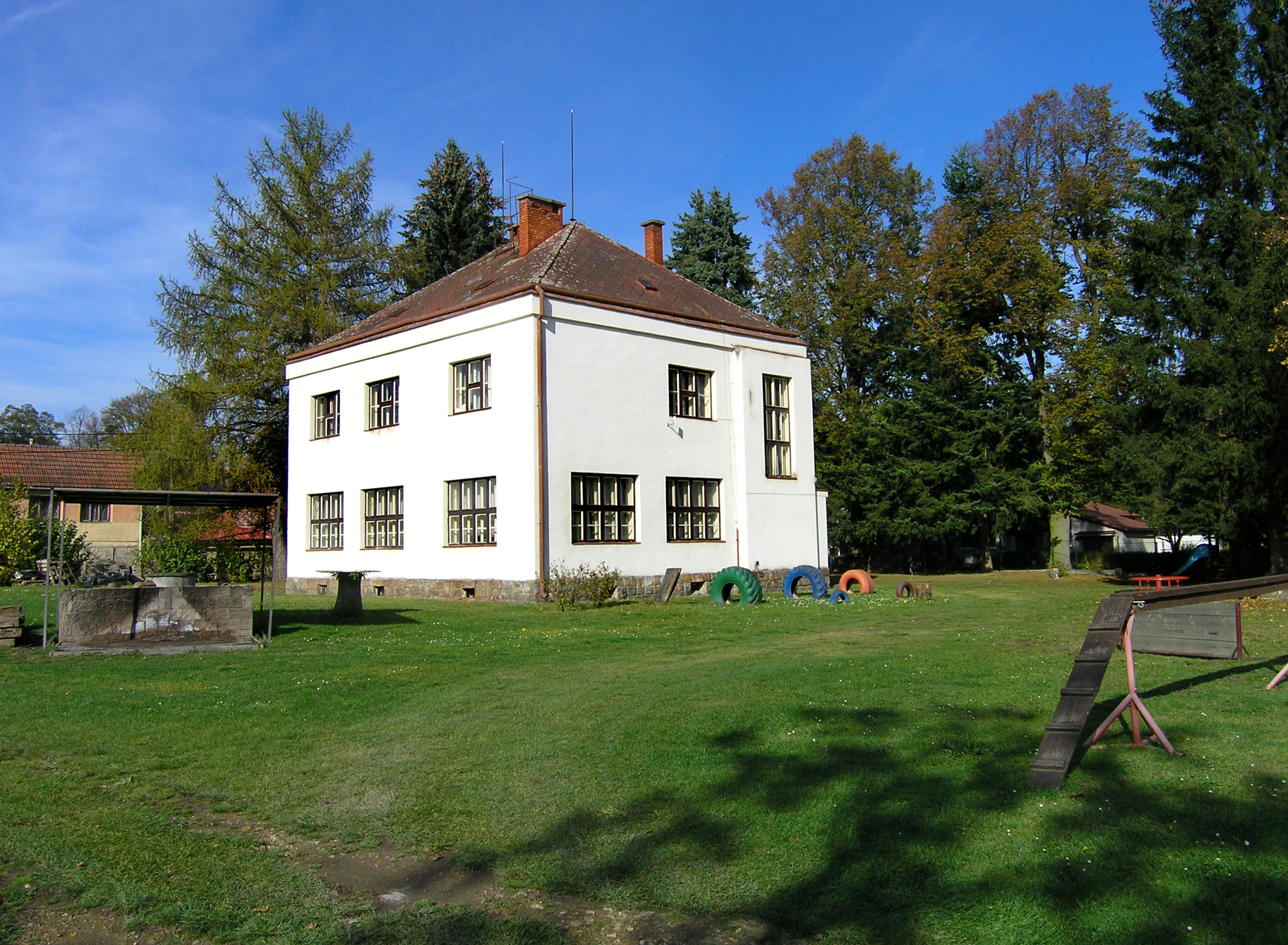
Obecní úřad
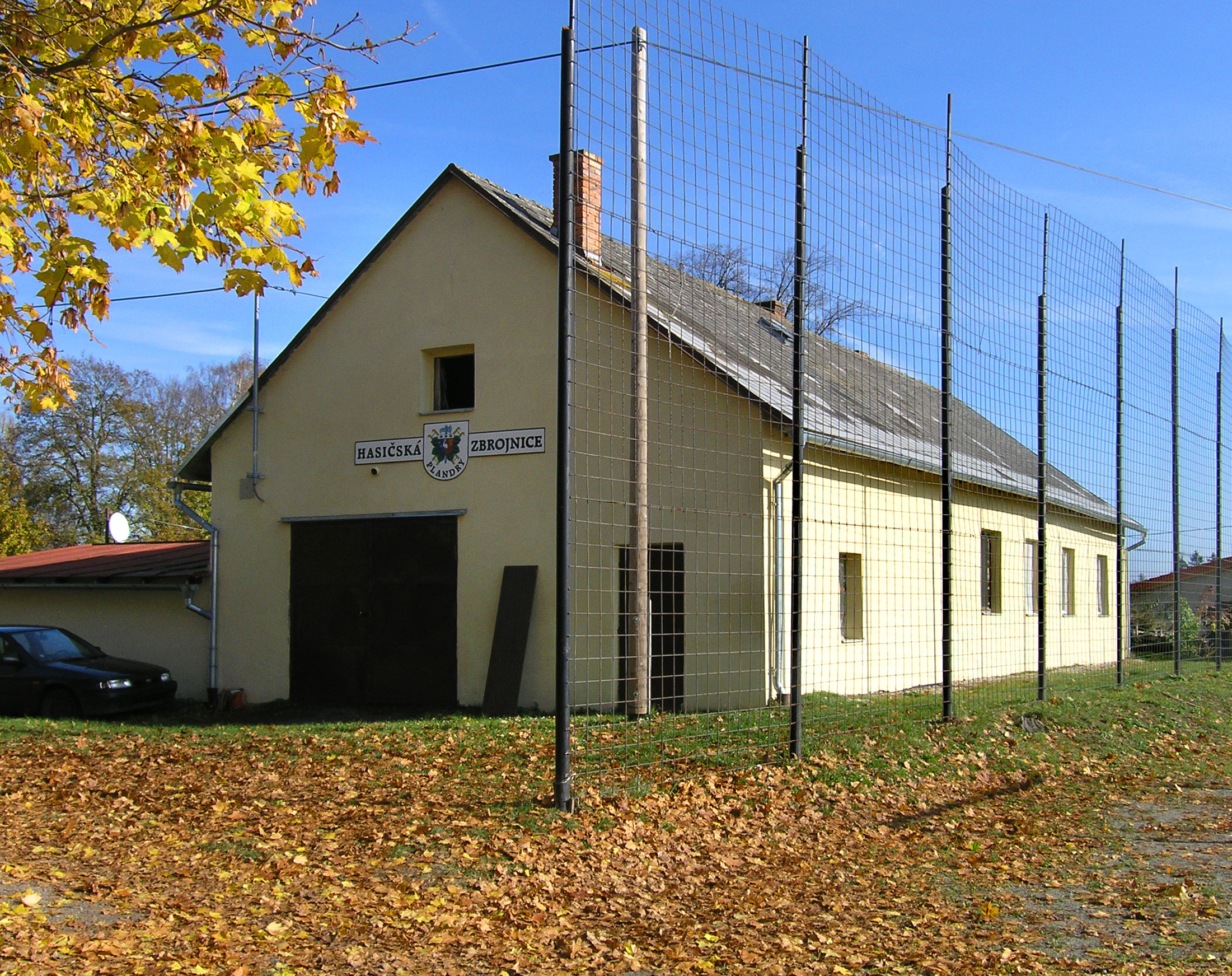
Hasičírna